# Lithacodia taiwana
Lithacodia taiwana är en fjärilsart som beskrevs av Alfred Ernest Wileman 1915. Lithacodia taiwana ingår i släktet Lithacodia och familjen nattflyn. Inga underarter finns listade i Catalogue of Life.